# 리아 라츠
리아 라츠(에스토니아어: Lia Laats, 1926년 2월 2일 ~ 2004년 4월 24일)는 에스토니아의 배우이다.